# Réserve écologique du Pin-Rigide
La réserve écologique du Pin-Rigide est située à 25 km au sud de Beauharnois dans la partie la plus méridionale du Québec. Cette réserve écologique fut créée principalement pour protéger un peuplement d’une espèce très rare au Québec, le pin rigide. Cette espèce se trouve à la limite Nord de sa distribution et est désignée menacée depuis 2005. Cependant, la région de la réserve écologique du Pin-Rigide est étudiée depuis 1981, dans le cadre d’un programme de recherche écologique intégré.

## Description de la réserve
La réserve est principalement composée de roches sédimentaires paléozoïques remontant au Cambrien et à l’Ordovicien. Les affleurements rocheux recouvrent plus de 75% de la réserve écologique et sont principalement composés de grès silicieux de Potsdam. Ces formations rocheuses sont généralement exposées ou recouvertes par une mince couche d’humus, de matériau minéral ou de tourbe. Le substrat est également très mince, grossier et acide. Les dépôts tourbeux sont également minces et vont se retrouver surtout dans les dépressions peu profondes à l’est de la réserve. Cette tourbe est généralement bien décomposée et atteint entre 50 à 100cm d’épaisseur sur le substrat rocheux. Le sol est peu profond (moins de 10 centimètres), très sec et pauvre en éléments nutritifs.
Au centre-est de la réserve, des champs de blocs peuvent être retrouvés. Ces champs sont composés de cailloux et de blocs délavés recouverts de minces couches d’humus de type mor, ou de tourbe. Selon les chercheurs Grégoire Chabot et Jean-Pierre Ducruc, ces formations auraient une origine glaciaire, mais une origine littorale pourrait également être envisagée.
La topographie de la réserve présente un relief légèrement ondulé avec une orientation générale sud-ouest – nord-est (SW-NE).

## Climat de la réserve
Le climat de la réserve écologique du Pin-Rigide est considéré comme tempéré et humide. La température moyenne annuelle s’élève à 6,4°C, mais il y a de fortes variations saisonnières entre les mois d’été et les mois d’hiver. Lors du mois de janvier, la température moyenne est de -10°C alors que la température moyenne du mois de juillet est de 20,8°C. Les données climatiques annuelles de la réserve sont basées sur le Franklin Centre, la station météorologique la plus près située à 11km de la réserve.
Les précipitations annuelles, qui totalisent en moyenne 975mm, sont réparties de manière égale toute l’année, mais lors de l’été, une légère hausse de ces précipitations peut être observée. Par ailleurs, la réserve connaît en moyenne 206 jours de gel par an.

## Évènements de feu
Plusieurs incendies ont marqué l’histoire de la réserve. Ceux-ci ont pu être découverts grâce aux cicatrices de feu retrouvées sur les arbres. Les cicatrices trouvées nous révèlent que des feux sont survenus en 1896, en 1904, en 1921, en 1929, en 1941, en 1946 et finalement lors de l’année 1957. Malgré la possibilité de connaître les années de ces événements, il est très difficile de déterminer à quel endroit précis les feux auraient pu se produire. Cependant, la répartition des cicatrices de feu et des cohortes de semis nous indiquent que le feu de 1957 semble avoir touché une très grande partie de la réserve écologique.

## Flore

### Classes physionomiques
La réserve écologique du Pin-Rigide comprend six différentes classes physionomiques. Ces classes sont basées sur l’apparence générale des différentes sections de la réserve.
Il y a d’abord la forêt (FO). Lorsqu’on retrouve cette classe dans la réserve, il y a un recouvrement arborescent supérieur à 25% et les arbres possèdent une hauteur de 3 mètres et plus. Cette classe peut parfois être séparée en 2 sous-classes : la forêt ainsi que la forêt rabougrie. La forêt rabougrie possède les mêmes caractéristiques que la forêt, mais la croissance de la forêt rabougrie est entravée par des conditions climatiques particulières (givre, neige, vent, verglas, etc.).
La deuxième classe physionomique de la réserve est la lande boisée (LB). On fait face à cette classe dans la réserve lorsque le recouvrement arborescent est inférieur à celui de la forêt, soit de 5 à 25%. Ces arbres doivent également posséder une hauteur de 3 mètres ou plus.
La troisième classe physionomique est l’arbustaie basse (AB). Dans cette classe, le recouvrement des arbustes bas, soit les arbustes de moins d’un mètre, doit couvrir plus de 25% de la zone. Les arbres de ce type de classe mesurent au moins 3 mètres de hauteur et doivent représenter moins de 5% de la zone.
La quatrième classe physionomique est très semblable à la précédente et correspond à l’arbustaie haute (AH). Les arbustes observés dans ces parties de la réserve écologique sont considérés comme haut, car ils mesurent plus d’un mètre de hauteur. Comme pour l’arbustaie basse, les arbustes doivent représenter plus de 25% de la zone alors que les arbres de plus de 3 mètres ne doivent pas dépasser 5% de surface.
La cinquième classe physionomique pouvant être observée dans la réserve écologique est la prairie basse (PB). Dans ce type de classe, les arbres représentent moins de 5% de la surface, les arbustes représentent moins de 25% de la surface et finalement, les plantes herbacées recouvrent plus de 25% de la surface totale de la zone.
La sixième et dernière classe physionomique de la réserve écologique du Pin-Rigide se trouve à être la muscinaie (MU). Les zones classées comme des muscinaies sont généralement composées de plus de 25% de mousses et de lichens et ne possèdent pas les critères qui définissent les classes précédentes.

### Formations végétales
Cinq formations distinctes peuvent être observées à la réserve écologique du Pin-Rigide. Ces formations correspondent à un ensemble de groupements végétaux et sont nommées par une ou plusieurs espèces qui sont constantes et dominantes dans la zone.
La première formation végétale est dominée par Vaccinium angustifolium, aussi connu sous le nom de bleuet à feuilles étroites. Ce type de formation se trouve sur les plates-formes rocheuses et xériques, ou des ondulations de till peuvent être observées. Le sol y est généralement bien à modérément bien drainé. En plus de Vaccinium angustifolium, cette formation abrite plusieurs espèces compagnes comme Aronia melanocarpa (l’Aronia noir), Kalmia angustifolia (le kalmia à feuilles étroites), Gaultheria procumbens (la gaulthérie couchée) et Gaylussacia baccata (le gaylussaquier à fruits bacciformes).
La seconde formation est dominée par Polytrichum commune, une espèce de mousse. La formation peut être trouvée dans les zones de transition entre la plate-forme rocheuse xérique et les micro-dépressions, submergées pendant une grande partie de la saison de croissance. Le tapis de Polytrichum commune est parfois accompagné par Betula populifolia (le bouleau gris). Ce type de formation possède normalement une topographie concave et un régime hydrique modéré.
La troisième formation de la réserve écologique du Pin-Rigide est la formation à Sphagnum spp (les sphaignes). Le parterre de cette formation est composé d’un tapis de sphaignes, dont Sphagnum cuspidatum (la sphaigne pointue) qui est l’espèce la plus constante. On peut retrouver cette formation dans les micro-dépressions peu profondes présentes sur la plateforme rocheuse. Cette formation peut également être retrouvée en périphérie de la grande tourbière de la réserve.
Une quatrième formation composée principalement de Carex oligosperma et Sphagnum spp (le carex oligosperme et les sphaignes) est également présente dans la réserve écologique du Pin-Rigide. On la retrouve principalement dans la grande tourbière de la réserve. La tourbe retrouvée dans cette formation est généralement très épaisse, variant entre 50cm et 100cm. Trois espèces de sphaignes sont particulièrement abondantes dans cette formation : Sphagnum papillosum (la sphaigne papilleuse), Sphagnum cuspidatum (la sphaigne pointue) et Sphagnum nemoreum (la sphaigne grêle).
Finalement, une cinquième formation est présente dans la réserve et est également retrouvée dans la grande tourbière. Cette formation est composée principalement de Alnus rugosa (l’aulne rugueux).

### Espèces végétales rares
Dans la végétation retrouvée à la réserve écologique du Pin-Rigide, deux différentes espèces rares peuvent être rencontrées. Il y a d’abord Pinus rigida (le pin rigide) qui a donné son nom à la réserve, mais il y a également Hamamelis virginiana (l’hamamélis de Virginie).

### Liste des taxons botaniques recensés dans la réserve[1]
| Acer rubrum (érable rouge)                                | Lycopodium flabelliforme (lycopode flabelliforme)    |
| Acer spicatum (érable à épis)                             | Lycopodium obscurum (lycopode obscur)                |
| Alnus rugosa (americana) (aulne rugueux)                  | Lysimachia terrestris (lysimaque terrestre)          |
| Amelanchier arborea (amélanchier arborescent)             | Maianthemum canadense (maïanthème du Canada)         |
| Amelanchier laevis (amélanchier lisse)                    | Melampyrun lineare (mélampyre linéaire)              |
| Apocynum androsaemifolium (apocyn à feuilles d'androsème) | Monotropa uniflora (monotrope uniflore)              |
| Aralia nudicaulis (aralie à tige nue)                     | Nemopanthus mucronatus (némopanthe mucroné)          |
| Aronia mélanocarpa (aonée noire)                          | Pinus resinosa (pin rouge)                           |
| Asclepias syriaca (asclépiade commune)                    | Pinus rigida (pin rigide)                            |
| Aster macrophyllus (aster à grandes feuilles)             | Pinus strobus (pin blanc)                            |
| Aster unbellatus (aster à ombrelles)                      | Populus grandidentata (peuplier à grandes dents)     |
| Betula papyrifera (bouleau blanc)                         | Populus tremuloides (peuplier faux-tremble)          |
| Betula populifolia (bouleau gris)                         | Prunus pensylvanica (cerisier de Pennsylvanie)       |
| Calamagrostis canadensis (calamagrostide du Canada)       | Pteridium aquilinum (latunsculum) (grande fougère)   |
| Carex canescens                                           | Rubus allegheniensis (ronce des Alléghanys)          |
| Carex oligosperma (carex oligosperme)                     | Rubus hispidus (ronce hispide)                       |
| Carex scoparia (carex à balais)                           | Rubus idaeus (ronce du mont Ida / framboisier)       |
| Chamaedaphne calyculata (cassandre caliculé)              | Rumex acetosella (petite oseille)                    |
| Chimaphila unbellata (chimaphile à ombelles)              | Salix discolor (saule discolore)                     |
| Coptis groenlandica (coptide trifoliée)                   | Salix humilis (saule des prairies)                   |
| Cornus canadensis (cornouiller du Canada)                 | Salix petiolaris (saule pétiolé)                     |
| Corydalis sempervirens                                    | Salix pyrifolia (saule à feuilles de poirier)        |
| Cypripedium acaule (cypripède acaule)                     | Scirpus cyperinus (scirpe souchet)                   |
| Denthonia spicata (danthonie à épi)                       | Solidago canadensis (verge d'or du Canada)           |
| Deschampsia flexuosa (canche flexueuse)                   | Solidago puberula (verge d'or pubérulente)           |
| Diervilla lonicera (diervillée chèvrefeuille)             | Solidago rugosa (verge d'or rugueuse)                |
| Dryopteris spinulosa (dryoptéride spinuleuse)             | Spiraea latifolia (spirée à larges feuilles)         |
| Epilobium angustifolium (épilobe en épi)                  | Spiraea tomentosa (spirée tomenteuse)                |
| Eriophorum vaginatum (linaigrette vaginée)                | Trientalis borealis (trientale boréale)              |
| Fagus grandifolia (hêtre à grandes feuilles)              | Typha latifolia (massette à larges feuilles)         |
| Fragaria virginiana (fraisier de Virginie)                | Vaccinium angustifolium (bleuet à feuilles étroites) |
| Gaultheria procumbens (gaulthérie couchée)                | Vaccinium corymbosum (bleuet à corymbes)             |
| Gaylussacia baccata (gaylussaquier à fruits bacciformes)  | Vaccinium macrocarpon (canneberge à gros fruits)     |
| Glyceria canadensis (glycérie du Canada)                  | Vacciniun myrtilloides (bleuet sauvage)              |
| Hamamelis virginiana (hamamélis de Virginie)              | Viburnum cassinoides (viorne à feuilles de Cassiné)  |
| Hypericum boreale (millepertuis boréal)                   |                                                      |
| Juncus brevicaudatus (jonc brévicaudé)                    |                                                      |
| Kalmia angustifolia (kalmia à feuilles étroites)          |                                                      |
| Ludwigia palustris (ludwigie des marais)                  |                                                      |
| Lycopodium complanatum (lycopode aplati)                  |                                                      |

| Drepanocladus fluitans                       | Polytrichum piliferum (polytric porte-poil) |
| Cladina mitis                                | Sphagnum spp. (sphaigne)                    |
| Cladina rangiferina (lichen des rennes)      | Sphagnum compactum (sphaigne compacte)      |
| Cladina stellaris (lichen à caribou)         | Sphagnum cuspidatum (sphaigne pointue)      |
| Cladonia squamosa                            | Sphagnum fallax (sphaigne trompeuse)        |
| Cladonia uncialis (cladonie à calices)       | Sphagnum nemoreum                           |
| Pleurozium schreberi (pleurozie dorée)       | Sphagnum papillosum (sphaigne papilleuse)   |
| Polytrichum commune                          | Sphagnum squarosum (sphaigne squarreuse)    |
| Polytrichum juniperinum (polytric genèvrier) |                                             |

## Faune
Un inventaire écologique de la faune herpétologique a été complété en janvier 1989 par Joël Bonin, Sylvie Matte et Lorraine Tetrault. Compte tenu de la grande diversité d'amphibiens et de reptiles dans le sud-ouest du Québec, la réserve abrite bel et bien plusieurs espèces différentes. Au total, 15 espèces distinctes d’amphibiens et de reptiles y ont été retrouvés.

### Amphibiens
Dans la classe des amphibiens, quatre espèces d’urodèles et sept espèces d’anoures ont été identifiées.

#### Urodèles
Parmi les urodèles, on peut retrouver Abystoma laterale (la salamandre à points bleus), Notophtalmus viridescens (le triton vert), Plethodon cinereus (la salamandre rayée) et Hemidactylium scutatum (la salamandre à quatre doigts).
Abystoma laterale (la salamandre à points bleus) est peu abondante dans la réserve, car cette espèce préfère les forêts mésiques et humides des habitats peu présents dans la réserve écologique du Pin-Rigide. Les individus observés ont tous été retrouvés dans la classe physionomique de la forêt (FO), plus précisément au sein de la formation Vaccinium angustifolium. Cependant, il ne semble pas y avoir d’étangs permanent dans la réserve écologique du Pin-Rigide. Il est donc supposé que cette espèce quitte la réserve pour aller pondre ses larves dans des étangs situés un peu plus loin, soit à quelques dizaines de mètres.
Notophtalmus viridescens (le triton vert) est considérée comme une espèce commune dans la réserve, car bien que plusieurs elfes aient été retrouvés, la réserve ne possède pas les habitats propices aux conditions de reproduction de cette espèce. Les conditions de vie des adultes ne semblent également pas comblées, puisqu’il y a très peu d’habitat et de végétation aquatique dans la réserve. Comme pour la salamandre à points bleus, le triton vert semble se reproduire à l’extérieur de la réserve écologique, mais lors des évènements d’inondations dans la réserve, cette espèce pourrait se reproduire dans la réserve. Grâce à la grande capacité de déplacement de leurs elfes terrestres, les tritons verts semblent occuper une grande partie de la réserve. Cependant, ils devraient généralement être moins abondants dans les régions sèches où on trouve beaucoup d’affleurement rocheux.
Plethodon cinereus (la salamandre rayée) est une espèce qui évite normalement les terrains bas et inondés, mais la majorité des individus observés dans la réserve se situaient dans les milieux humides, notamment au sein des formations Sphagnum spp. et de celles composées de Carex oligosperma et Sphagnum spp. Dans ces habitats, la salamandre s’enfouit dans les tapis de sphaignes. En revanche, dans les formations mieux drainées, comme celle dominée par Vaccinium angustifolium, l’espèce semble peu commune. Dans les forêts et les landes boisées de la réserve écologique du Pin-Rigide, il semble y avoir une trop petite quantité de litière et de bois pourris, des éléments favorisés par la salamandre rayée.
Hemidactylium scutatum (la salamandre à quatre doigts) semble être une espèce commune dans la réserve écologique du Pin-Rigide, malgré le fait qu’elle soit une espèce susceptible d’être menacée au Québec,. La salamandre à quatre doigts semble apprécier les mêmes habitats que la salamandre rayée et semble éviter les zones sèches qui possèdent des affleurements rocheux. Pour sa reproduction, cette espèce se déplace probablement hors de la réserve, sauf lorsque des conditions favorables, comme l’inondation temporaire de quelques zones, permettent de créer des habitats propices.

#### Anoures
Parmi les anoures présents dans la réserve écologique du Pin-Rigide, on retrouve Bufo americanus (le crapaud d’Amérique), Hyla crucifer (la rainette crunifère), Hyla versicolor (la rainette versicolore), Pseudacris triseriata (la rainette faux-grillon), Rana sylvatica (la grenouille des bois), Rana pipiens (la grenouille léopard) et finalement Rana clamitans (melanota) (la grenouille verte).
Bufo americanus (le crapaud d’Amérique) est une espèce commune dans la région, mais également dans la réserve écologique. Effectivement, le crapaud d'Amérique peut être retrouvé sur l’ensemble du territoire grâce à sa grande capacité d’adaptation. Cependant, durant la période de reproduction, cette espèce semble se concentrer dans les zones humides de la réserve.
Hyla crucifer (la rainette crucifère) est considérée comme abondante dans la réserve car il y a un grand nombre d’individus qui peuvent être trouvés aux sites de reproduction de l’espèce. Justement, la rainette crucifère se reproduit dans les dépressions humides qui sont généralement submergées lorsque vient le printemps. Selon Bonin et son équipe, l’habitat estivale de cette espèce est probablement le même que celui utilisé lors de la période de reproduction.
Hyla versicolor (la rainette versicolore) semble également être une espèce commune dans la réserve et a été retrouvée à plusieurs reprises dans les zones les plus arides de la réserve. La rainette versicolore semble se reproduire aux mêmes endroits que la rainette crucifère, mais ce plus tard dans la saison. Selon l’étude qui a été réalisée, cette espèce semble être présente dans toutes les zones qui possèdent des arbres ou des arbustes.
Pseudacris triseriata (la rainette faux-grillon) est une espèce menacée au Québec, ce qui explique la rareté de sa présence dans la réserve écologique du Pin-Rigide. Cependant, bien que cette espèce ait été entendue, aucun individu n’a été capturé. Les chercheurs estiment cependant que la rainette faux-grillon pourrait se retrouver dans les formations à Sphagnum spp. et celles composées de Carex oligosperma et Sphagnum spp.
Rana sylvatica (la grenouille des bois) est une espèce commune dans la réserve. Elle semble fréquenter les tourbières de la réserve durant les mois d’été, tout en étant également présente dans les habitats forestiers situés à proximité de ces tourbières. Tout comme la rainette faux-grillon, la grenouille des bois semble se trouver particulièrement dans la formation Sphagnum spp. et celles composées de Carex oligosperma et Sphagnum spp.
Rana pipiens (la grenouille léopard) est fréquemment trouvée dans la réserve, ce qui la classifie comme une espèce commune dans celle-ci. Cependant, cette espèce ne semble pas se reproduire dans la réserve puisqu’elle a besoin d’un milieu aquatique pour passer l’hiver puis y pondre ses œufs venus le printemps.
Rana clamitans (melanota) (la grenouille verte) est une espèce qui est considérée comme commune dans la réserve, mais seulement les juvéniles peuvent y sont présentes. En fait, les adultes sont tous retrouvés en dehors de la réserve, dans des étangs permanents. En revanche, les juvéniles peuvent être observées dans les formations végétales de Sphagnum spp. et celle de Carex oligosperma et Sphagnum spp.

### Reptiles
Concernant les reptiles, une espèce de tortue ainsi que trois espèces de couleuvres ont été retrouvées dans la réserve écologique du Pin-Rigide.

#### Testudines
En ce qui concerne les testudines, les chercheurs ont identifié un individu de Chrysemis picta (marginata) (la tortue peinte). Cependant, cette tortue a été retrouvée en marge de la réserve, ce qui pourrait indiquer qu’elle ne fréquente pas directement celle-ci.

#### Squamates
En ce qui a trait aux squamates, les chercheurs ont identifié la présence de trois espèces de couleuvres : Thamnophis sirtalis (la couleuvre rayée), Storeria occipitomaculata (la couleuvre à ventre rouge) et Opheodrys vernalis (la couleuvre verte).
Thamnophis sirtalis (la couleuvre rayée) est l’espèce de couleuvre la plus répandue au Canada, en plus d’être la plus abondante. Justement, puisqu’elle est présente dans la majorité des milieux de la réserve, elle est considérée comme commune dans celle-ci. Cette espèce peut être trouvée aussi bien dans les tourbières que sur les affleurements rocheux.
Storeria occipitomaculata (couleuvre à ventre rouge) est une espèce qui est également considérée comme commune dans la réserve. L’habitat de la couleuvre à ventre rouge semble se limiter aux zones possédant la formation végétale Vaccinium angustifolium. En d’autres mots, elle se retrouve principalement dans les milieux secs avec une bonne luminosité. Elle semble également apprécier les pierres qui couvrent le sol tapissé de lichen.
Opheodrys vernalis (la couleuvre verte) est commune dans la réserve écologique du Pin-Rigide et semble occuper les tourbières à sphaignes, notamment les formations végétales Sphagnum spp. et Carex oligosperma – Sphagnum spp. En ce qui concerne la reproduction, les couleuvres vertes semblent pondre dans les zones qui sont adjacentes aux tourbières.

## Annexes

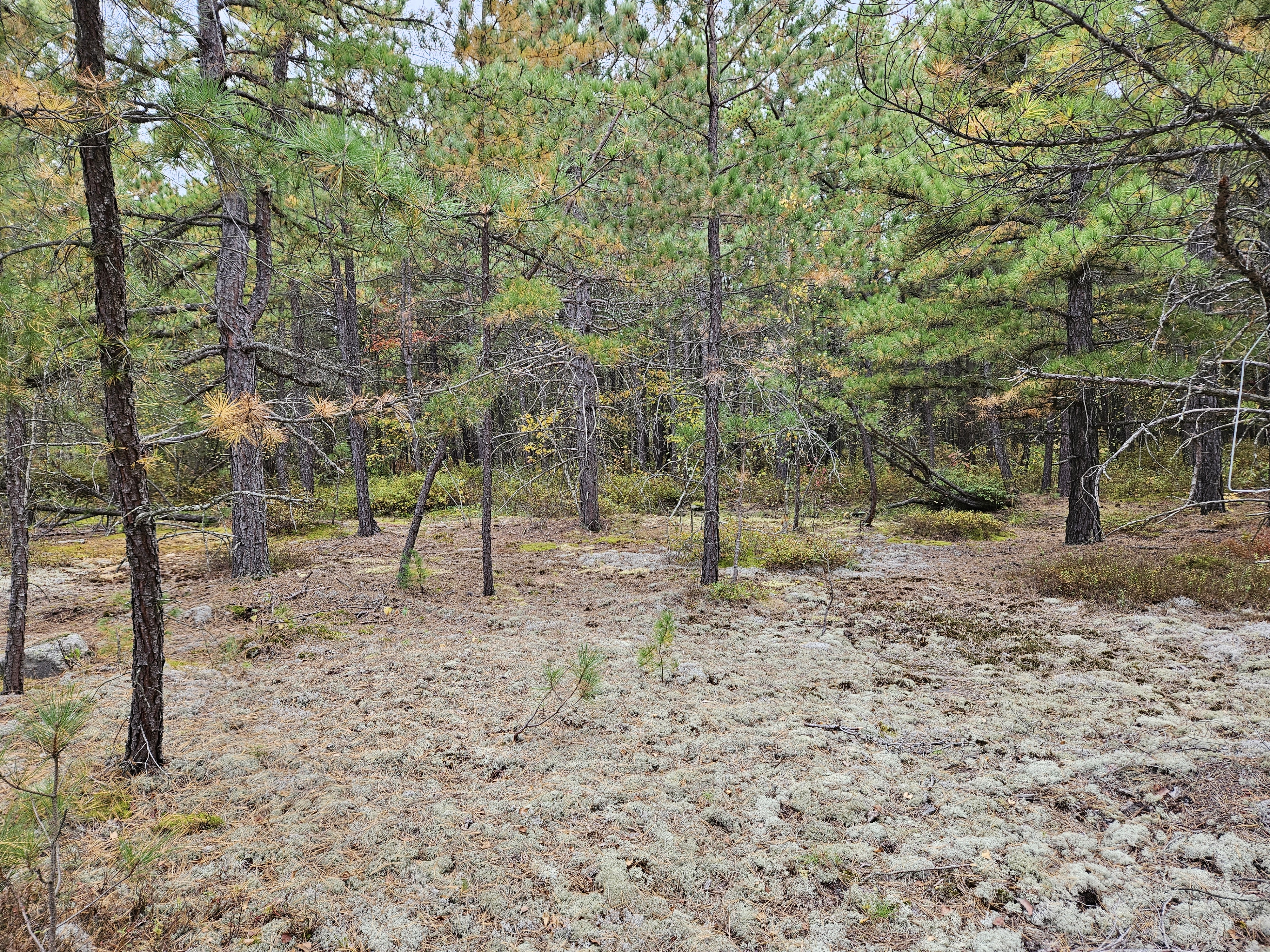
Vue de la réserve écologique du Pin-Rigide

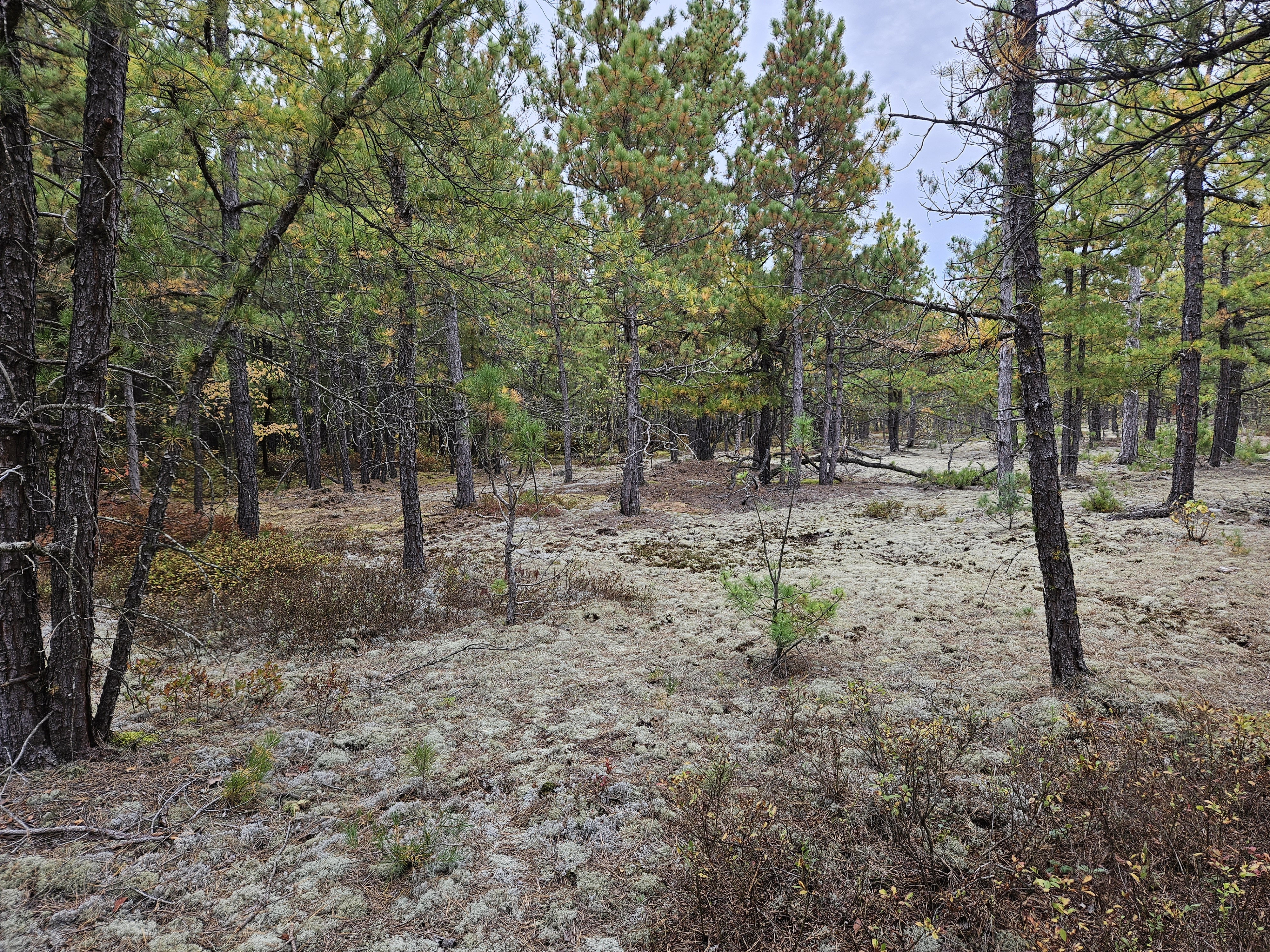
Une vue de l'intérieur de la réserve écologique du Pin-Rigide

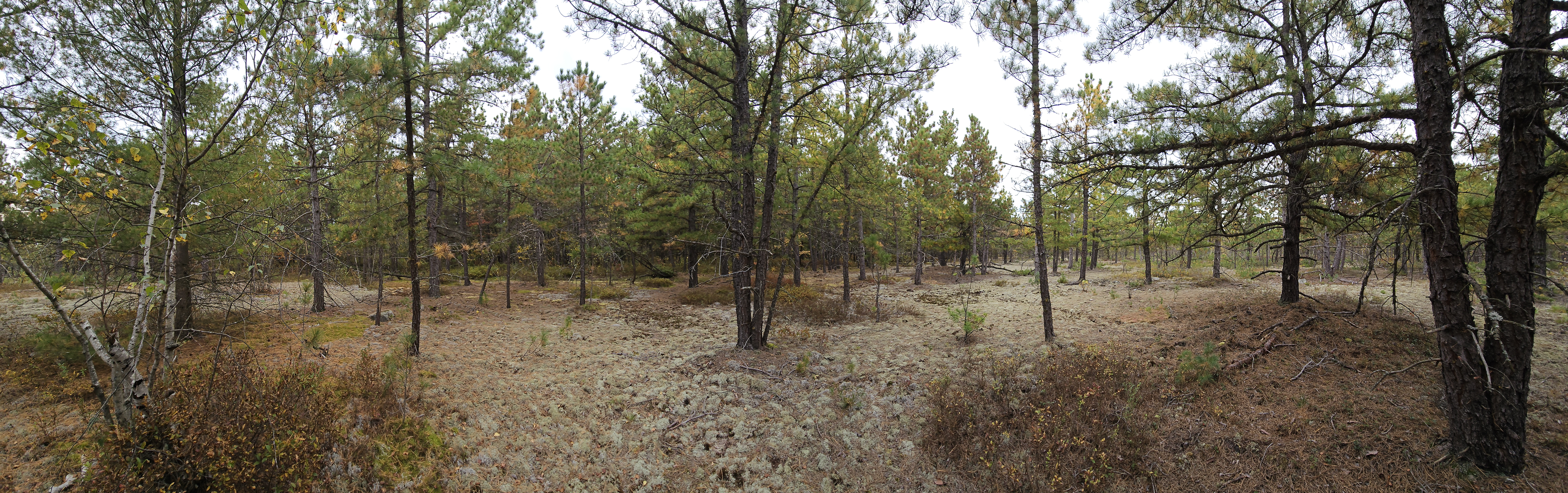
Vue panoramique de la réserve écologique du Pin-Rigide